# Tacciana Szarakowa
Tacciana Walerjeuna Szarakowa (biał. Таццяна Валер'еўна Шаракова, ros. Татьяна Валерьевна Шаракова, Tatjana Walerjewna Szarakowa ur. 31 lipca 1984 w Orszy) – białoruska kolarka torowa i szosowa, dwukrotna medalistka mistrzostw świata, trzykrotna medalistka mistrzostw Europy oraz wielokrotna mistrzyni Białorusi.
Największym jej osiągnięciem jest złoty medal mistrzostw świata w Apeldoorn w 2011 roku w wyścigu punktowym.